# گلن پاول
گلن توماس پاول جونیور (انگلیسی: Glen Thomas Powell Jr.؛ زادۀ ۲۱ اکتبر ۱۹۸۸) بازیگر آمریکایی است. او حرفۀ خود را به عنوان بازیگر مهمان در تلویزیون و نقش‌های کوچک در فیلم‌هایی همچون شوالیه تاریکی برمی‌خیزد (۲۰۱۲) و بی‌مصرف‌ها ۳ (۲۰۱۴) آغاز کرد. نخستین موفقیت پاول با ایفای نقش چاد رادول در مجموعۀ کمدی-ترسناک شبکۀ فاکس به‌نام ملکه‌های جیغ (۲۰۱۶–۲۰۱۵) اتفاق افتاد. او بعداً نقش فینگان در کمدی هر کی یک چیزی می‌خواد (۲۰۱۶) و فضانورد جان گلن را در درام ارقام پنهان (۲۰۱۶) به تصویر کشید. او همچنین در نقش خلبان توماس جی هادنر جونیور در فیلم از خودگذشتگی (۲۰۲۲) ظاهر شد.
پاول با بازی در نقش مکمل فیلم اکشن تاپ گان: ماوریک (۲۰۲۲) و نقش اصلی فیلم کمدی عاشقانهٔ هر کسی جز تو (۲۰۲۳) مورد توجه بین‌المللی قرار گرفت.

## فیلم‌شناسی

### فیلم
| سال  | عنوان                                | نقش                     | یادداشت |
| ---- | ------------------------------------ | ----------------------- | --- |
| ۲۰۰۳ | بچه‌های جاسوس ۳: بازی باخته           | پسر انگشت دراز          | |
| ۲۰۰۵ | داستان وندل بیکر                     | پسر روزنامه فروش        | |
| ۲۰۰۶ | ملت غذای آماده                       | استیو                   | |
| ۲۰۰۷ | مناظره‌کنندگان بزرگ                   | پرستون                  | |
| ۲۰۰۹ | پریدن از روی پل                      | اریک ترنر               | |
| ۲۰۰۹ | گرم‌ترین ایالت                        | جان                     | |
| ۲۰۱۲ | شوالیه تاریکی برمی‌خیزد               | معامله‌گر                | |
| ۲۰۱۲ | درگیر عشق                            | مرد خوش‌قیافه            | |
| ۲۰۱۴ | بی‌مصرف‌ها ۳                           | تورن                    | |
| ۲۰۱۶ | سوءرفتار                             | داگ فیلدز               | |
| ۲۰۱۶ | سواری با هم ۲                        | تروی                    | |
| ۲۰۱۶ | هر کی یک چیزی می‌خواد                 | والت «فین» فینگان       | |
| ۲۰۱۶ | ارقام پنهان                          | جان گلن                 | برنده – جایزۀ انجمن بازیگران فیلم برای گروه بازیگران برجسته در یک فیلم سینمایی برنده – جایزۀ جشنواره بین‌المللی فیلم پام اسپرینگز بهترین گروه بازیگران |
| ۲۰۱۸ | جورش کن                              | چارلی یانگ              | |
| ۲۰۱۷ | قلعه شنی                             | دیلان                   | |
| ۲۰۱۸ | انجمن ادبی و پای پوست سیب‌زمینی گرنزی | مارک رینولدز            | |
| ۲۰۲۲ | آپولو ۱۰٫۵: کودکی در عصر فضا         | بوستیک                  | صداپیشه |
| ۲۰۲۲ | تاپ گان: ماوریک                      | ستوان جیک «هنگمن» سرسین | |
| ۲۰۲۲ | از خودگذشتگی                         | توماس جی هادنر جونیور   | همچنین تهیه‌کنندۀ اجرایی |
| ۲۰۲۳ | هر کسی جز تو                         | بن                      | |

### تلویزیون
| سال       | عنوان                    | نقش            | یادداشت                                       |
| --------- | ------------------------ | -------------- | --------------------------------------------- |
| ۲۰۰۴      | جک و بابی                | ریچ ولف        | قسمت: «آغازین»                                |
| ۲۰۰۹      | سی‌اس‌آی: میامی            | لوگان کراوفورد | قسمت: «هد کیس»                                |
| ۲۰۱۲      | ان‌سی‌آی‌اس                 | ایوان وسکات    | ۲ قسمت                                        |
| ۲۰۱۶–۲۰۱۵ | ملکه‌های جیغ              | چاد رادول      | نقش اصلی (فصل ۱)؛ نقش تکراری (فصل ۲)؛ ۱۶ قسمت |
| ۲۰۱۷      | زنده باد پادشاه جولین    | ترنت (دلفین)   | صداپیشه؛ ۳ قسمت                               |
| ۲۰۲۱–۲۰۲۰ | دنیای ژوراسیک کمپ کرتاسه | دیو            | صداپیشه؛ ۲ فصل                                |